# پوتریک کورلگرن
پوتریک اولف آندرس کورلگرن (سوئدی: Patrik Ulf Anders Carlgren؛ زادهٔ ۸ ژانویهٔ ۱۹۹۲) بازیکن فوتبال سی سالۀ اهل سوئد است.

## باشگاهی
از باشگاه‌هایی که در آن بازی کرده‌است می‌توان به ای‌آی‌کی و باشگاه فوتبال نورشلان اشاره کرد.

## تیم ملی
وی همچنین در تیم ملی فوتبال سوئد بازی کرده است.